# Skero

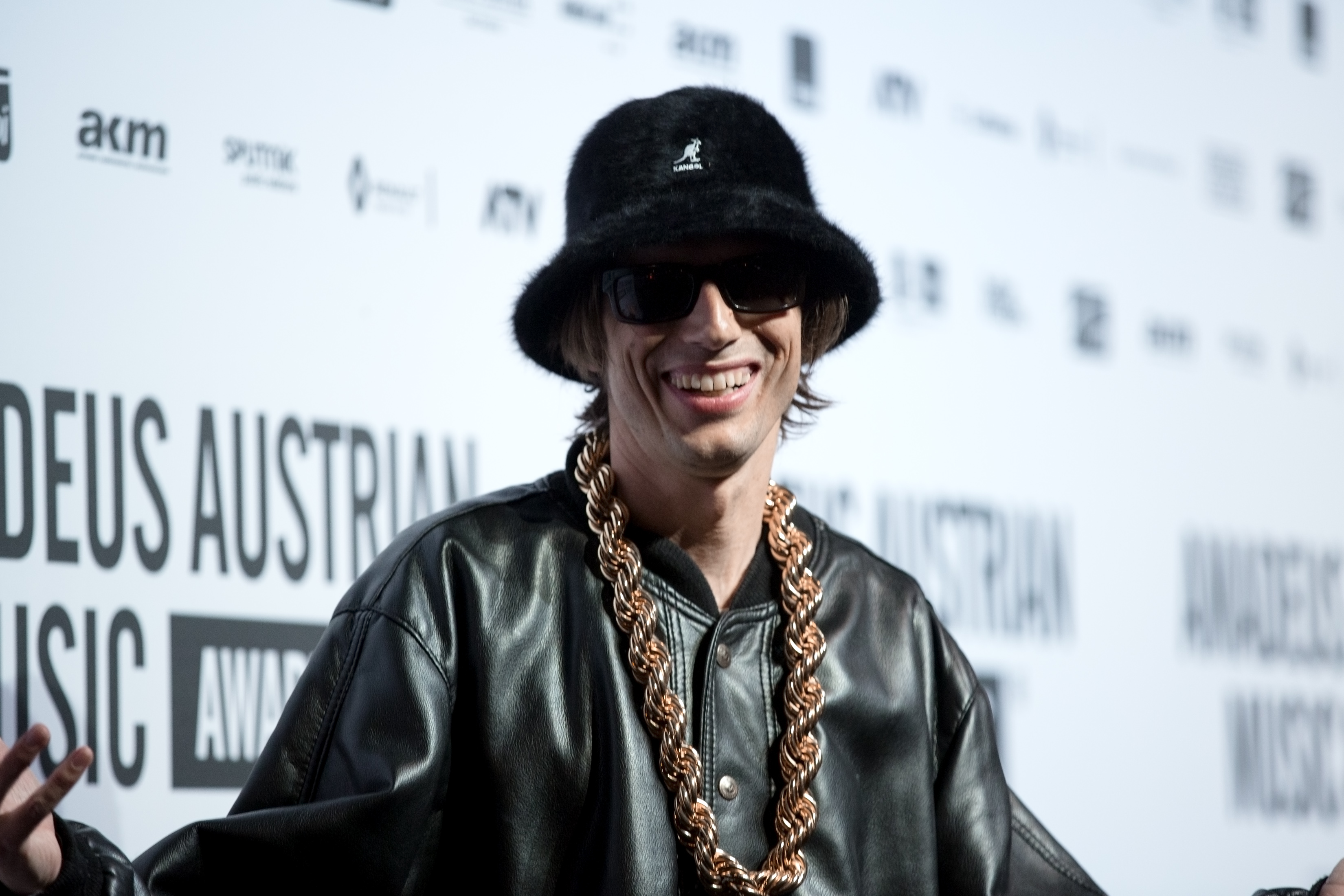
Skero (2016)

Skero (* 1972 in Mödling; bürgerlich Martin Schlager), auch Skero One, ist ein österreichischer Musiker, Maler, Grafiker und Street-Art-Künstler. Seit 2020 betreibt er mit der Boutique Romana eine eigene Galerie in Wien.

## Leben
Seit 1989 setzt Skero sich mit Graffiti auseinander und veranstaltet seither mehrere Ausstellungen. Bekannt wurde er als Mitglied der Linzer Hip-Hop-Gruppe Texta, die sich 1993 formierte.
Im Jahr 2005 nahm Skero an der Aktion Austria for Asia teil und sang beim Lied Deine Hilfe wird gebraucht mit. Der dazugehörige Sampler erreichte Platz 1 der österreichischen Albumcharts.
2009 brachte Skero sein erstes Solo-Studioalbum Memoiren eines Riesen heraus, das unter anderem Gastbeiträge der Rapper Kamp, Wisdom, Kayo, Joyce Muniz, McShnek & Schwarzfahrer und Ohvo & Markee enthält und auch in Deutschland bei Groove Attack erschien. Zum Hip-Hop als tragendem Stil gesellen sich dabei Reggae, Rio Funk und Anklänge aus dem Wienerlied, vorgetragen teils in Mundart und teils in Hochdeutsch. Die Radiosingle Künstler schaffte es auf Platz 1 der FM4 Charts.
Breite Bekanntheit als Solokünstler erlangte Skero erst 2010, als sein Lied „Kabinenparty“ – mithilfe der Facebook-Veranstaltung mit dem Titel Wir manipulieren die Charts – Kabinenparty als Nummer-Eins-Hit – die Top 10 der österreichischen Hitparade erreichte. Der Track ist eine Adaption von Popozuda Rock 'N' Roll des brasilianischen Musikers Edu K. Anfang Juli 2010 wurde er in vier verschiedenen Kategorien für den österreichischen Musikpreis Amadeus nominiert, unter anderem für den besten Song und das beste Album. Ausgezeichnet wurde er schließlich in den Kategorien Song und HipHop/R'n'B. Im Herbst 2010 wurde Skero für die Österreichische Vorentscheidung zum Eurovision Song Contest 2011 nominiert, erreichte aber nicht die Runde der letzten 30 Teilnehmer.
Für das Gartenmagazin Der wilde Gärtner mit Roland Düringer, die 2009 gedreht und 2011 ausgestrahlt wurde, gestaltete Skero die Graffiti am Garten-Bus.
Beim Finale des 10. Protestsongcontests 2013 im Rabenhof Theater war er einer der Juroren. Mit dem Duo Wienerglühn (Jovan Torbica, Rudi Gratzl) gründete er 2013 die Gruppe Müßig Gang. Bei Konzerten von wechselnden weiteren Musikern unterstützt widmet sich Müßig Gang der freien Neuinterpretation des Wienerliedes, erweitert um Einflüsse aus Country, Ska, Rock, Soul und Hip-Hop. 2013 gab Skero bekannt, dass er aus der Gruppe Texta ausscheiden werde, um Soloprojekte voranzutreiben.

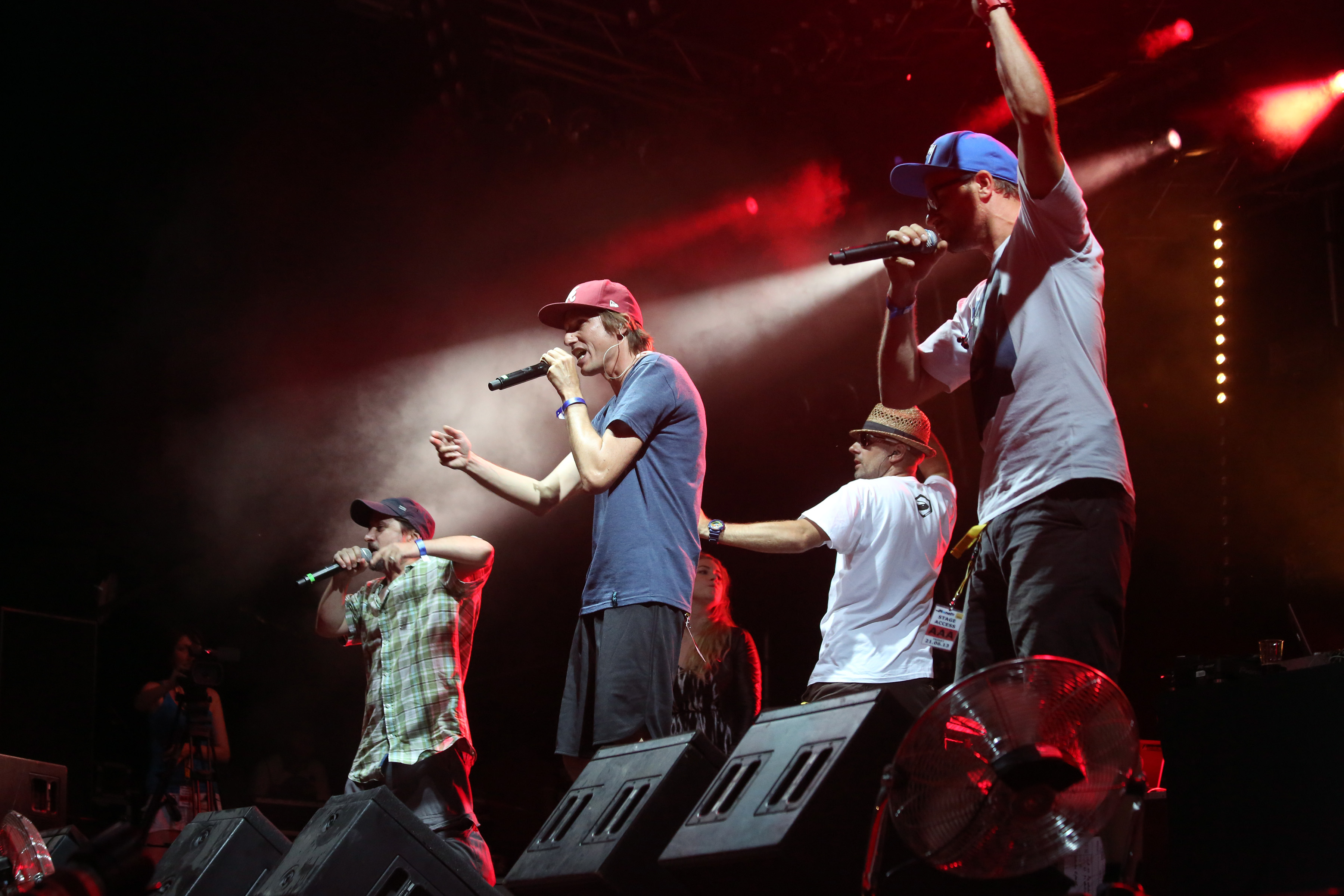
Skero mit Texta (2013)
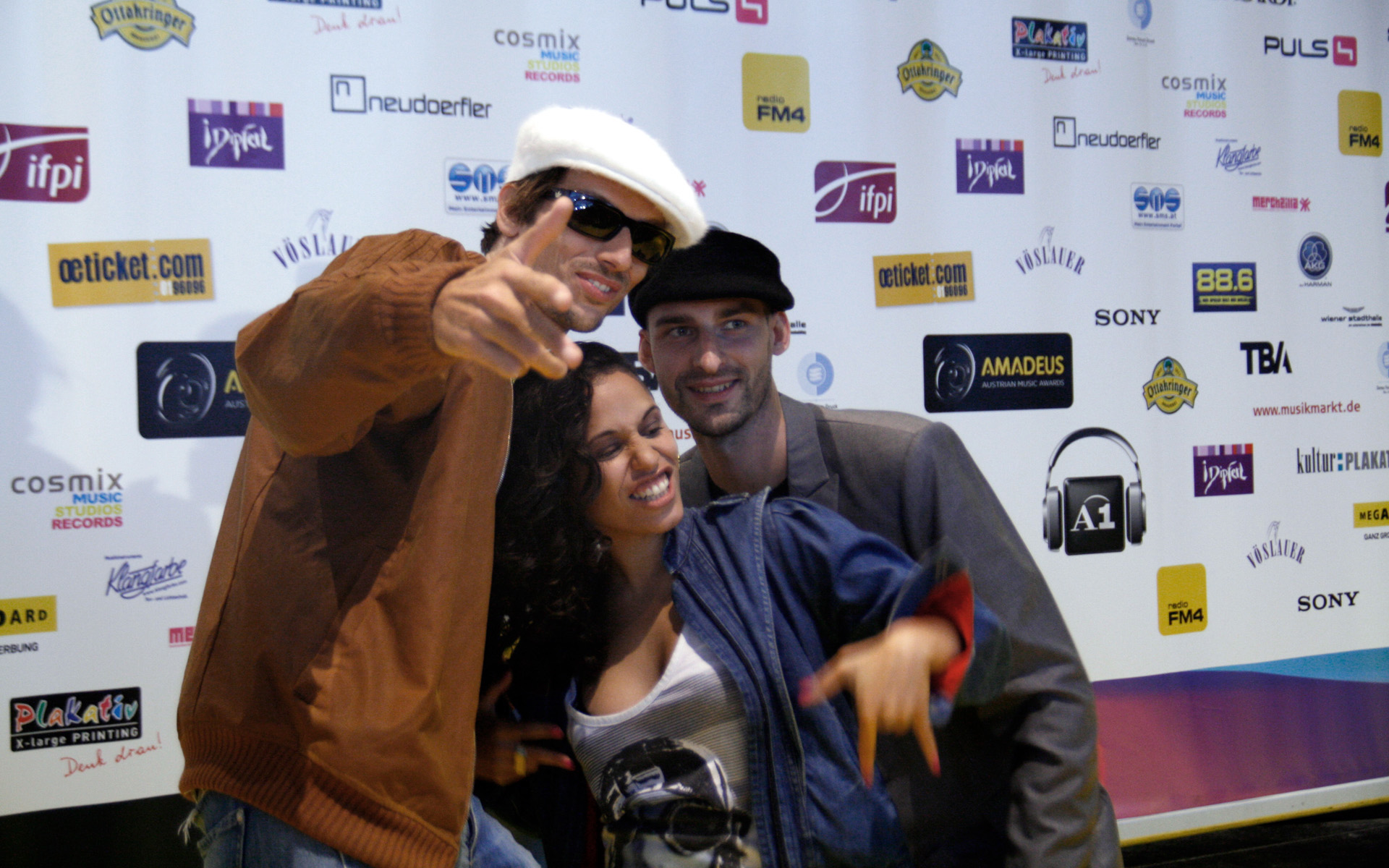
Skero feat. Joyce Muniz (Amadeus Awards 2010)
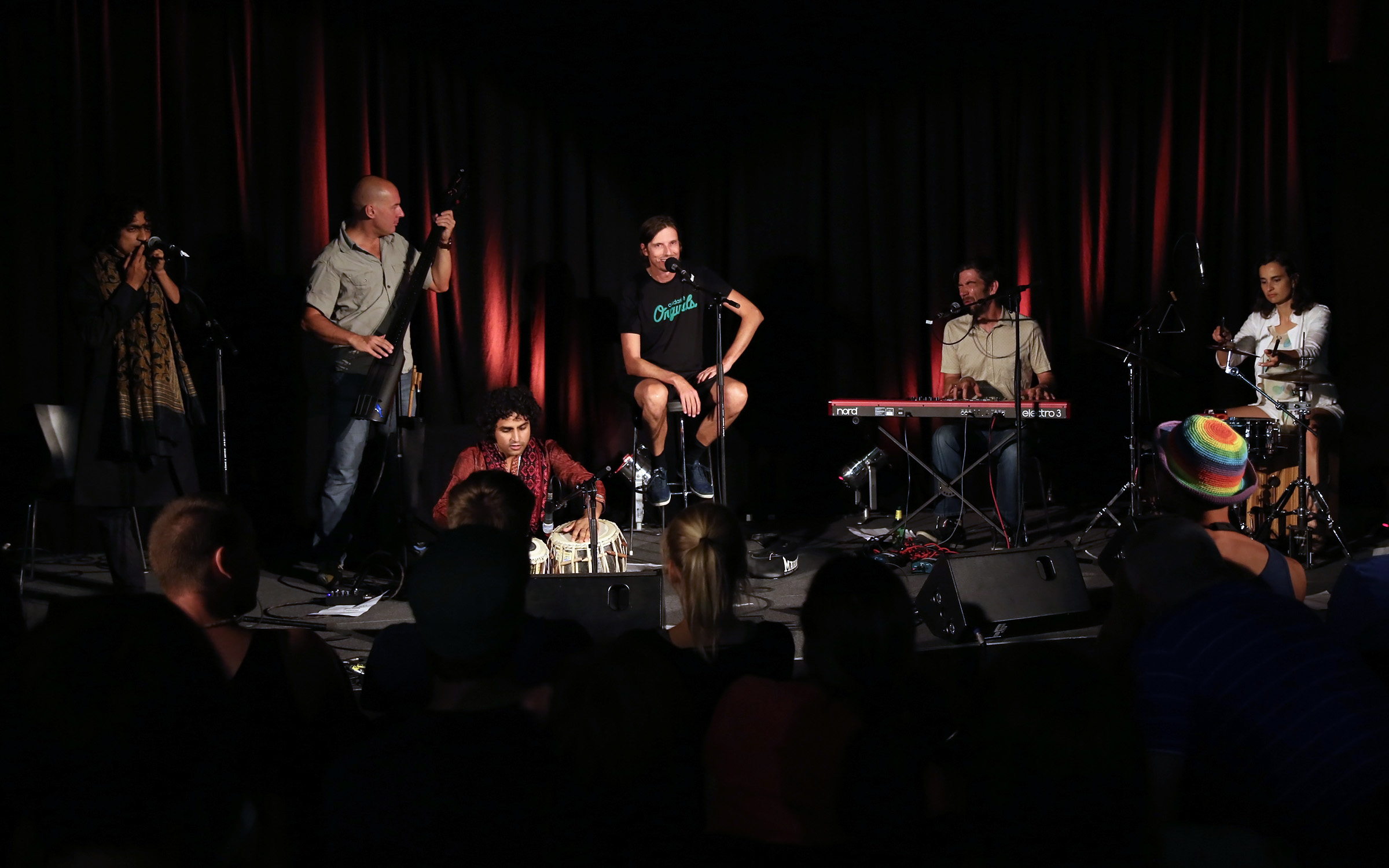
Skero mit der Müßig Gang (2013)
Skeros Autogramm auf einer 10-Euro-Banknote

## Diskografie
Alben
- 2009: Memoiren eines Riesen
- 2015: Der Riese im Glashaus

Singles
- 2009: Kabinenparty feat. Joyce Muniz
- 2014: Gfrei Di

## Nominierungen und Auszeichnungen
2010
- Ausgezeichnet mit dem Amadeus Austrian Music Award in der Kategorie „Song des Jahres“ für Kabinenparty
- Ausgezeichnet mit dem Amadeus Austrian Music Award in der Kategorie „HipHop/R'n'B“
- Nominiert für den Amadeus Austrian Music Award in der Kategorie „Album des Jahres“
- Nominiert für den Amadeus Austrian Music Award in der Kategorie „FM4 Award“

2016
- Amadeus Austrian Music Award 2016 in der Kategorie HipHop / Urban[9]